# Luxgen
LUXGEN Motors (en chino: 納 智 捷 汽車, romanizado: Nàzhìjié Qìchē) es un fabricante de automóviles de Taiwán. Al principio fue una marca privada, anunciada por Yulon el 6 de enero de 2009. El nombre de "Luxgen" está formado por la combinación de "Lujo" y "Genius". El lema de la compañía es "Think Ahead" (en español "Piensa adelante"). Luxgen también planea lanzar la marca en China y en los vehículos de fabricación Luxgen en Hangzhou, China a finales de 2010. [1]

## Modelos

### Luxgen7 MPV & Luxgen7 SUV
El primer producto es un MPV llamado el MPV Luxgen7. Se mostró oficialmente al público el 19 de agosto de 2009, y salió a la venta el 19 de septiembre de 2009. El segundo producto, el SUV Luxgen7, un SUV, fue revelado en Xindian el 4 de diciembre de 2009. Las ventas comenzaron bien, puso a la marca Luxgen el séptimo lugar en el mercado de Taiwán después de su primer año, en agosto de 2010 fue superada por solo diez coches detrás de cinco colocados por el Ford Lio Ho. [2]

### Luxgen5 Sedan
Luxgen5 Sedan, el primer auto de desarrollo taiwanés, es la nueva generación de la serie de Luxgen y se dio a conocer en noviembre de 2011 en el Auto Show de Taipéi y luego se lanzara oficialmente en el segundo trimestre de 2012. Antes de presentar el Luxgen5 Sedan, Luxgen lanzó un prototipo eléctrico, Luxgen Neora, en el Auto Shanghai 2011. [4] El Luxgen5 Sedan es el primer sedán de la serie de Luxgen. Ofrece una motorización de 1.8 litros o 2.0 litros de 4 cilindros, motor de gasolina dando 175-180 hp/26.0-27.0 kgm (2,0 L) y 150 hp/21.0-22.0 kgm (1,8 l). También cuenta con Piensa + y Eagle View. [5]
| Año           | Modelo        | Potencia | Imagen |
| ------------- | ------------- | -------- | ------ |
| 2009–presente | Luxgen7 MPV   | 170 HP   |        |
| 2010–presente | Luxgen7 SUV   | 175 Hp   |        |
| 2010–presente | Luxgen7 CEO   |          |        |
| 2011–presente | Luxgen5 Sedan |          |        |